# Giverville
Giverville é uma comuna francesa na região administrativa da Normandia, no departamento de Eure. Estende-se por uma área de 6,09 km². Em 2010 a comuna tinha 410 habitantes (densidade: 67,3 hab./km²).